# Wladimir Alexandrowitsch Engelhardt

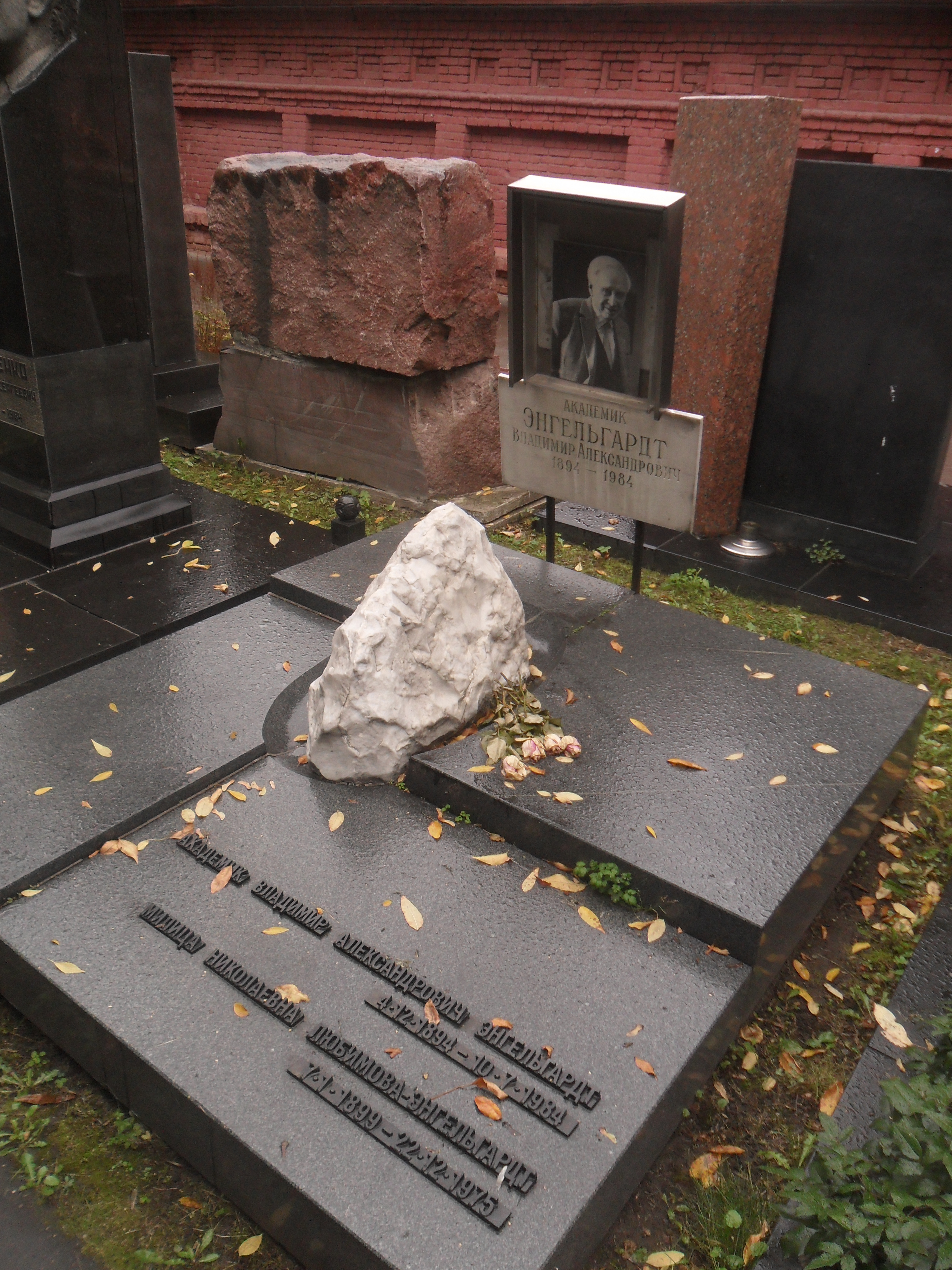
Grab des Wladimir Alexandrowitsch Engelhardt

Wladimir Alexandrowitsch Engelhardt (russisch Владимир Александрович Энгельгардт; * 21. November 1894 in Moskau; † 10. Juli 1984 ebenda) war ein russischer Biochemiker. Er gilt als Vater der Molekularbiologie in der Sowjetunion.
Engelhardt war Angehöriger der baltischen Adelsfamilie Engelhardt, wuchs als Sohn eines Landarztes in Jaroslawl auf und studierte zunächst Elektrotechnik in Sankt Petersburg, dann Mathematik an der Lomonossow-Universität, wechselte dort aber zunächst zur Chemie und dann zur Medizin mit Schwerpunkt Biochemie. Nach dem Abschluss 1919 und zwei Jahren Militärdienst war er ab 1921 wieder an der Universität in Moskau, wo er Professor wurde. Ab 1929 lehrte er an der Universität in Kasan als Leiter der Abteilung Biochemie, dann in Leningrad und schließlich wieder an der Lomonossow-Universität. Er war Leiter eines Labors am Bach-Institut für Biochemie und am Pawlow-Institut für Physiologie, bevor er 1957 Direktor eines eigenen Instituts wurde, des Instituts für Strahlung und Physikalisch-Chemische Biologie und später nach ihm benannten Engelhardt-Instituts für Molekularbiologie der Russischen Akademie der Wissenschaften, das er bis zu seinem Tod leitete.
Engelhardt untersuchte mit seiner Frau Militza Ljubimowa 1939 das Myosin der Muskeln und fand, dass es ATP spalten konnte und so Energie für die Muskelkontraktion erhielt. Für diese Arbeit erhielt er 1943 den Stalinpreis.
Er schlug unabhängig den Mechanismus des Pasteur-Effekts vor. Später befasste er sich mit Vitaminen, ihrer biologischen Funktion, aber auch deren industrieller Produktion.
1967 erhielt er die Cothenius-Medaille.
Er war seit 1953 volles Mitglied der Sowjetischen Akademie der Wissenschaften, im Jahr 1956 wurde er zum Mitglied der Leopoldina gewählt. 1950 wurde er korrespondierendes und 1969 auswärtiges Mitglied der Akademie der Wissenschaften der DDR. 1961 wurde er in die American Academy of Arts and Sciences gewählt, 1973 in die National Academy of Sciences.